# 索拉河
46°08′N 14°25′E / 46.133°N 14.417°E

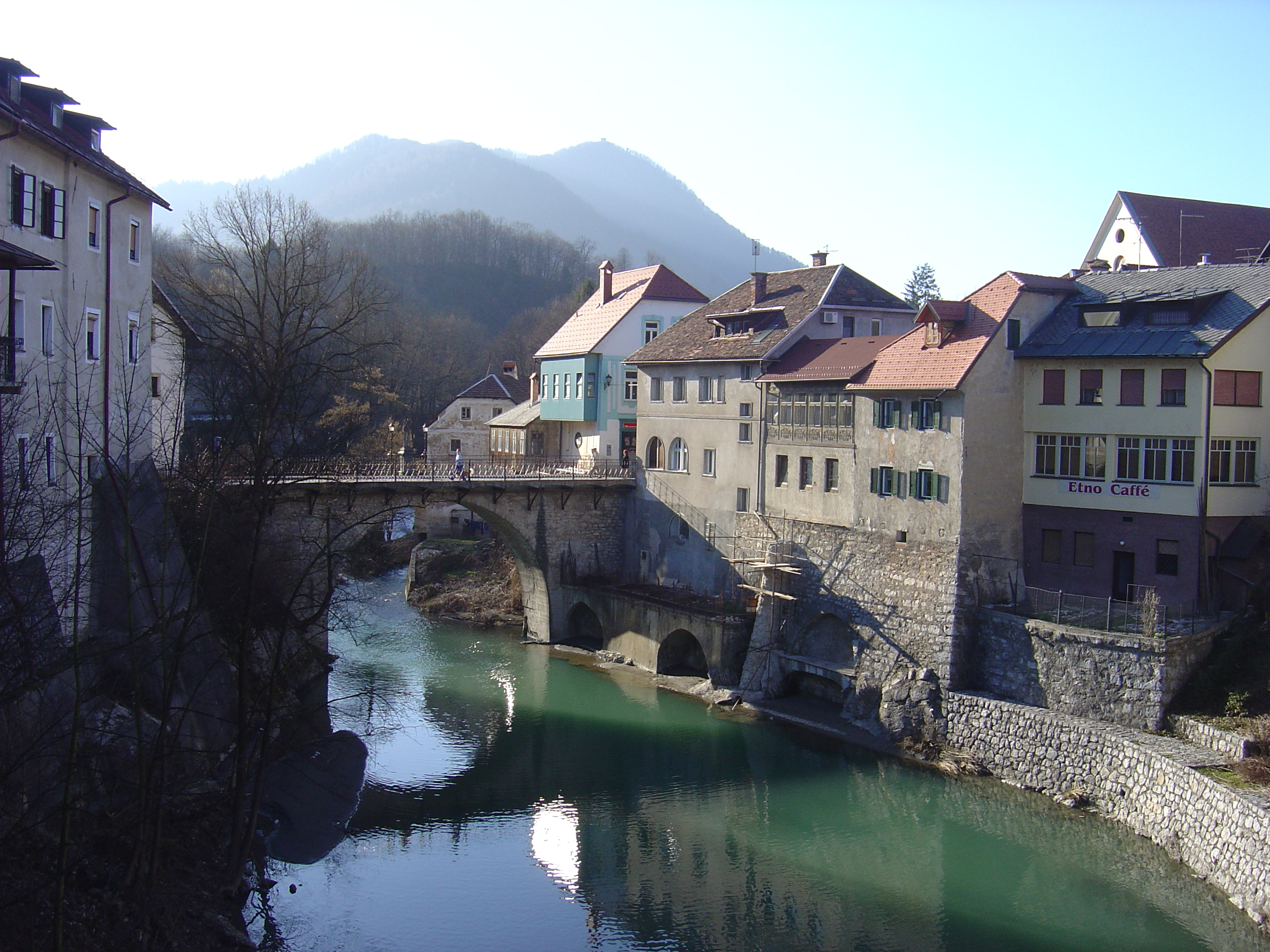

索拉河，是斯洛文尼亞的河流，位於該國東北部，屬於薩瓦河的右支流，河道全長52公里，流域面積647平方公里，河口處在梅德沃代附近。